# Parco nazionale naturale Sierra de Chiribiquete
Il parco nazionale naturale della Sierra de Chiribiquete (in spagnolo: Parque Nacional Natural Serranía de Chiribiquete) è il più grande parco naturale colombiano è il parco nazionale di foresta pluviale più grande al mondo.

## Storia
Nel maggio 1943 il biologo americano Richard Evans Schultes descrisse per la prima volta l'arte rupestre della Sierra del Chiribiquete. Alcune di tali pitture rupestri furono fotografate per la prima volta dal geologo Jaime Galvis tra il 1986 e il 1987. Ulteriori ricerche furono realizzate da Carlos Castaños, ex direttore del Parques Nacionales Naturales de Colombia, e dal geologo e paleontologo olandese Thomas van der Hammen dal 1990 al 1992.
Il parco fu istituito il 21 settembre 1989 per garantire l'incredibile biodiversità della zona, contando un'estensione di 13.000 km2. Ha avuto un primo ampliamento il 21 agosto 2013, raggiungendo 28.000 km2,
Nel 2014 il cineasta britannico Mike Slee e il fotografo ed esploratore colombiano Francisco Forero Bonell hanno fotografato e filmato le pitture rupestri sulle pareti verticali all'interno del parco.
Nel 2018 il parco è stato ulteriormente ampliato fino ad un'estensione di circa 43.000 km2, quando è stato dichiarato Patrimonio dell'umanità dall'UNESCO (nel 2 luglio 2018).

## Territorio
Con una estensione di 42.680,95 km², ospita all'interno del suo territorio le montagne della Sierra di Chiribiquete e il territorio circostante, ricoperto da foreste pluviali e savane e attraversato da numerosi corsi d'acqua.
Il Parco Nazionale di Chiribiquete si trova nel nord-ovest dell'Amazzonia colombiana nei dipartimenti di Caquetá e Guaviare. È nelle giurisdizioni dei comuni di Solano, Cartagena del Chairá e San Vicente del Caguán a Caquetá, e Calamar e San José del Guaviare a Guaviare. Confina a nord-est con il fiume Tunia (fiume Macaya), che dà origine il fiume Apaporís dopo la sua confluenza con il fiume Ajaju in un punto chiamato "Dos Ríos" ("i due fiumi"). I confini del parco sono delimitati dai fiumi Apaporís, Gunaré e Amú a est, i fiumi Mesay e Yari a sud e i fiumi Hiutoto, Tajisa, Ajaju e Ayaya a ovest.
Il Parco Nazionale di Chiribiquete è situato nella regione occidentale del Massiccio della Guiana, a est della Cordigliera Orientale, a nord della pianura amazzonica, a ovest dell'Alto Río Negro e a sud delle savane dell'Orinoquía. Le altitudini nel parco variano da circa 200 a 1.000 metri sul livello del mare. Esso contiene formazioni geologiche costituite da altipiani e ripide strutture rocciose. Le formazioni sono divise in tre diverse sezioni: il massiccio settentrionale, il massiccio centrale e Iguaje Messas. Il parco è famoso anche per i suoi tepui, montagne dalla sommità piatta che si alzano bruscamente dalla foresta. La dorsale montuosa del Chiribiquete è un importante residuo della catena rocciosa appartenente alle formazioni precambriane e paleozoiche che compongono il Massiccio della Guiana.

### Idrologia
Il Parco Nazionale di Chiribiquete contiene i bacini di drenaggio dei fiumi Mesay, Cuñare, San Jorge e Amú. La maggior parte dei fiumi nel parco sono affluenti del fiume Caquetá, che a sua volta è un affluente del Rio delle Amazzoni. Molti dei fiumi sono chiamati "fiumi dalle acque nere" perché le loro acque hanno un colore scuro causate dal trasporto dei sedimenti dal suolo circostante.

## Clima
Il Parco naturale nazionale di Chiribiquete ha un clima tropicale, con circa 4.500 mm di precipitazioni all'anno. Il parco ha alti livelli di copertura nuvolosa a causa dell'orientamento geografico delle montagne della Sierra di Chiribiquete. Le precipitazioni sono minime tra dicembre e febbraio e massime tra aprile e luglio. La temperatura media annuale è di 24 °C con forti fluttuazioni tra il giorno e la notte. Durante i mesi secchi, le temperature possono salire a 32 °C durante il giorno e scendere a 20 °C durante la notte. Anche la differenza di temperatura tra le quote più basse e più alte del parco è molto alta. Le temperature infatti possono raggiungere i 35 °C alle quote più basse e scendere a 2 °C alle quote più alte. L'umidità media è del 40% di giorno e sale al 100% di notte.

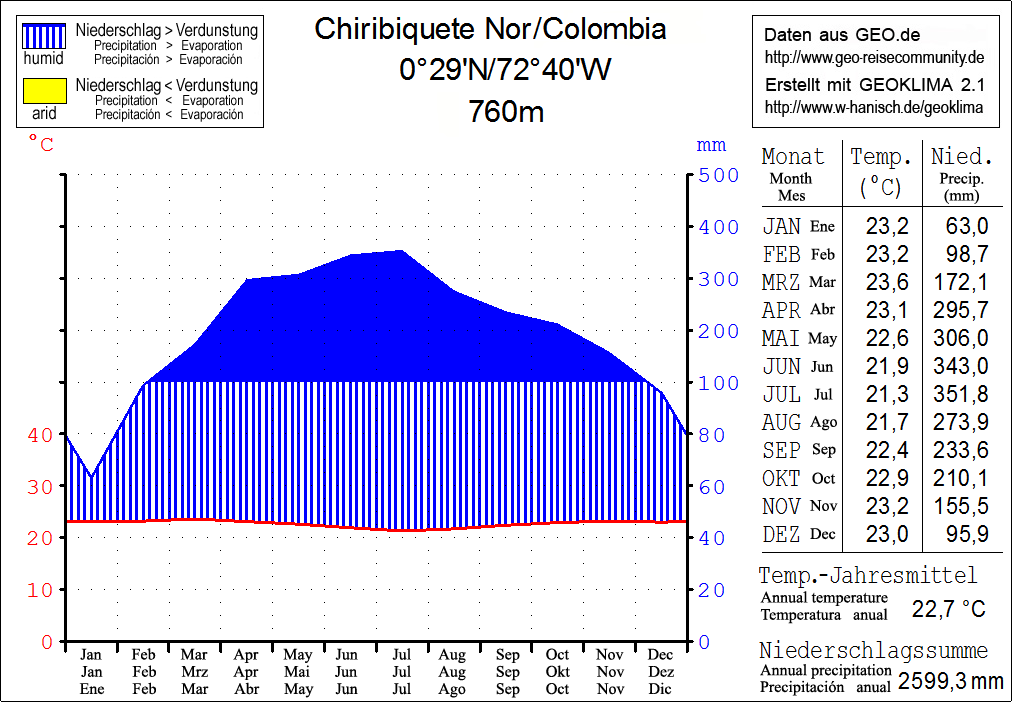
Caratteristiche climatiche nel parco ad un'altitudine di 760 m.
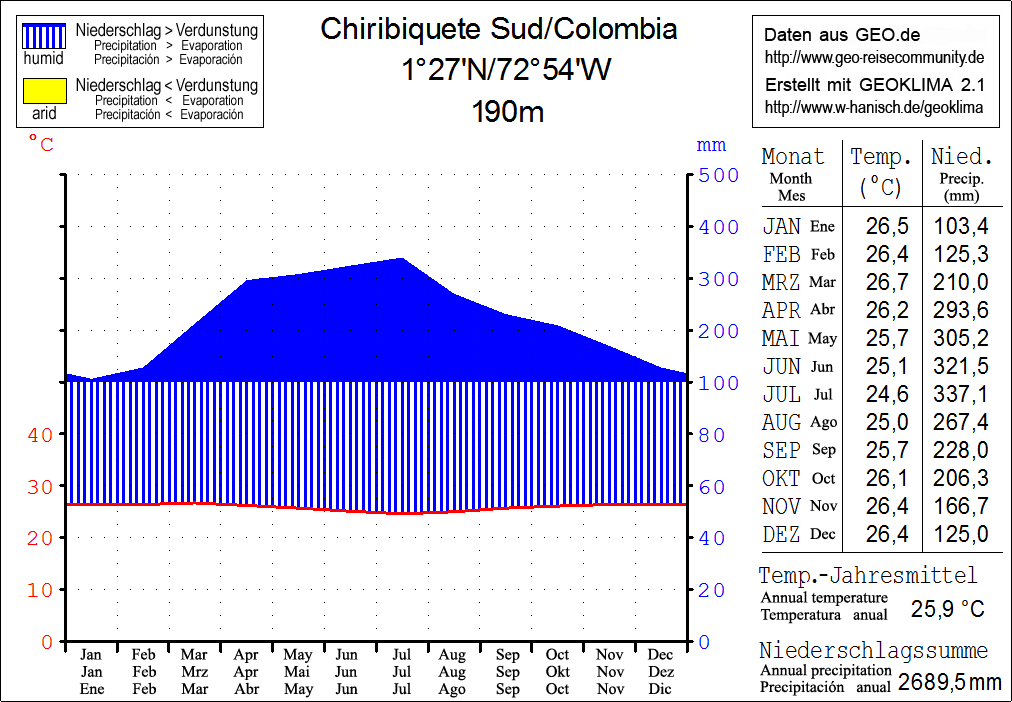
Caratteristiche climatiche nel parco ad un'altitudine di 190 m.

## Paleoantropologia

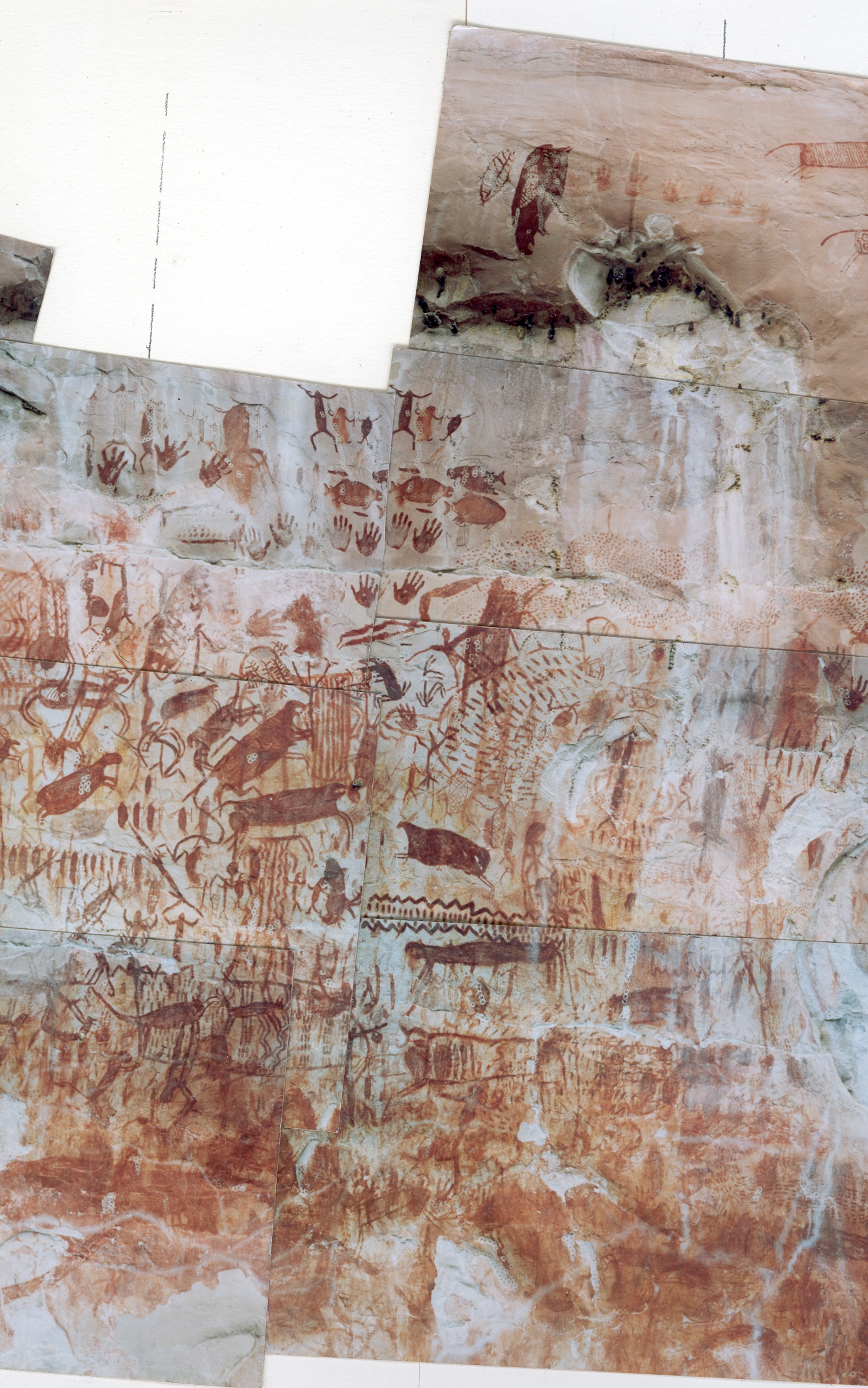
Petroglifi nel parco nazionale naturale Sierra de Chiribiquete.

Il parco conserva oltre 75.000 petroglifi che risalgono fino al 20.000 a.C. ed altre tracce artistiche degli uomini primitivi, per un totale di oltre 600.000 opere.

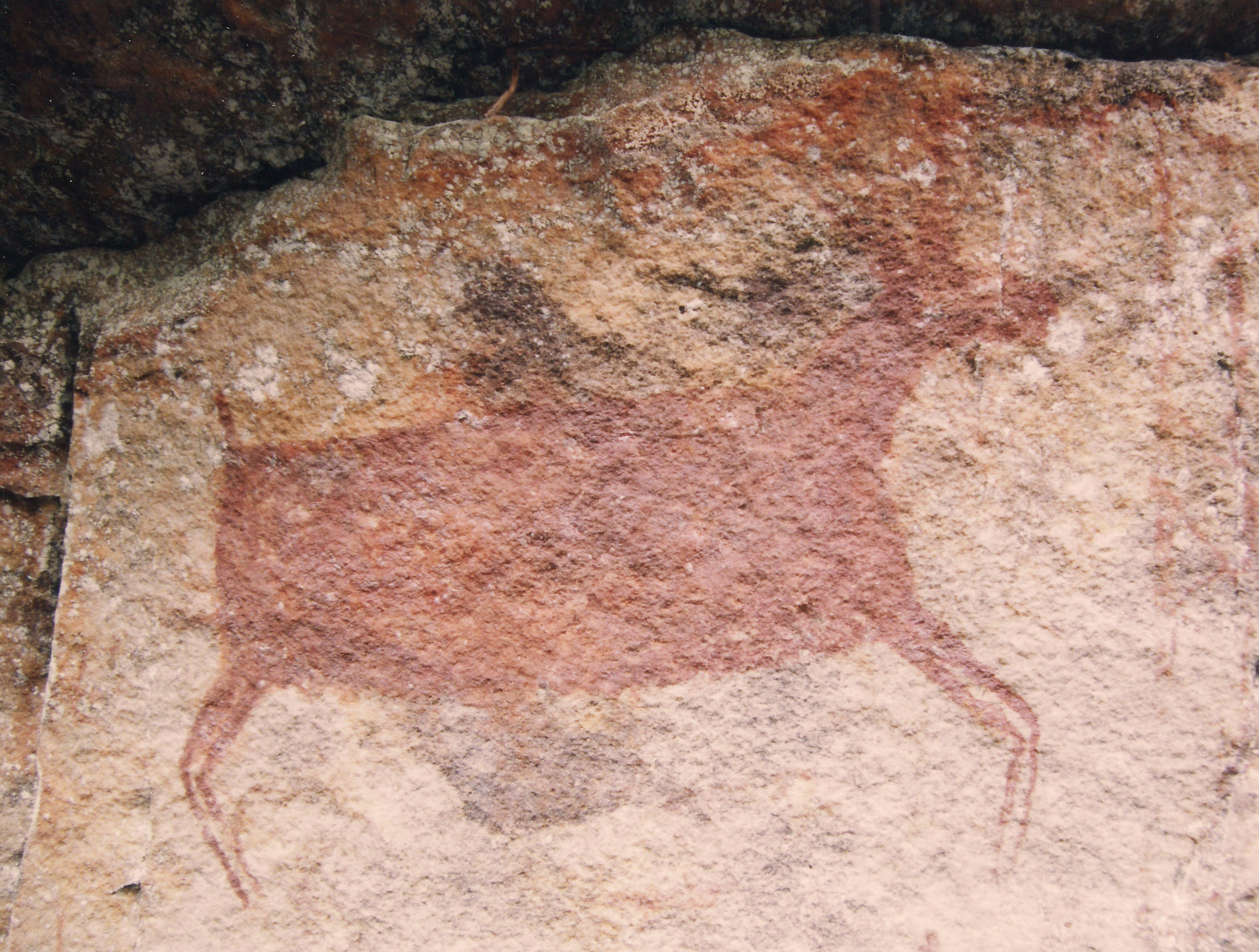
Petroglifo di un possibile equino
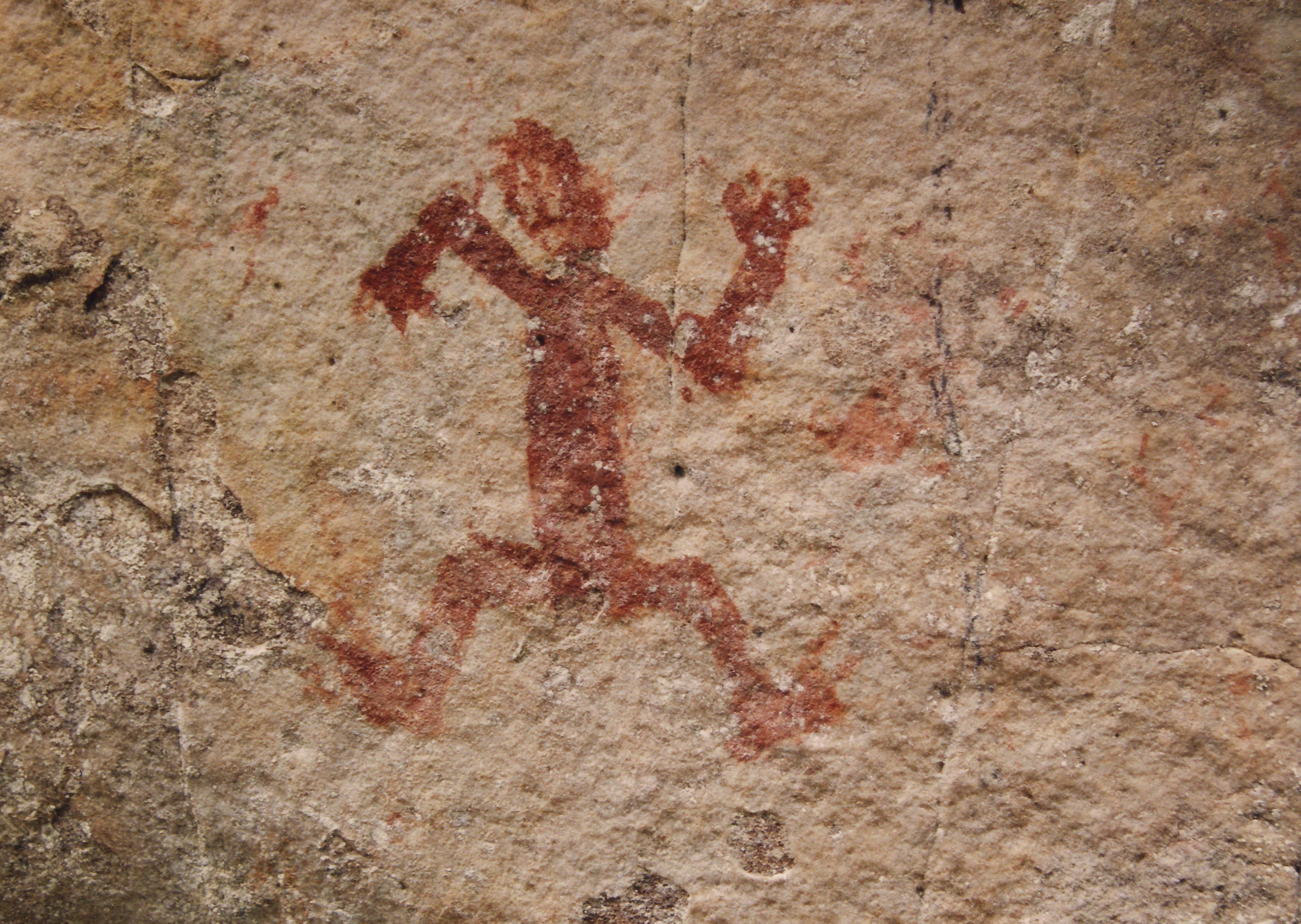
Petroglifo di una persona
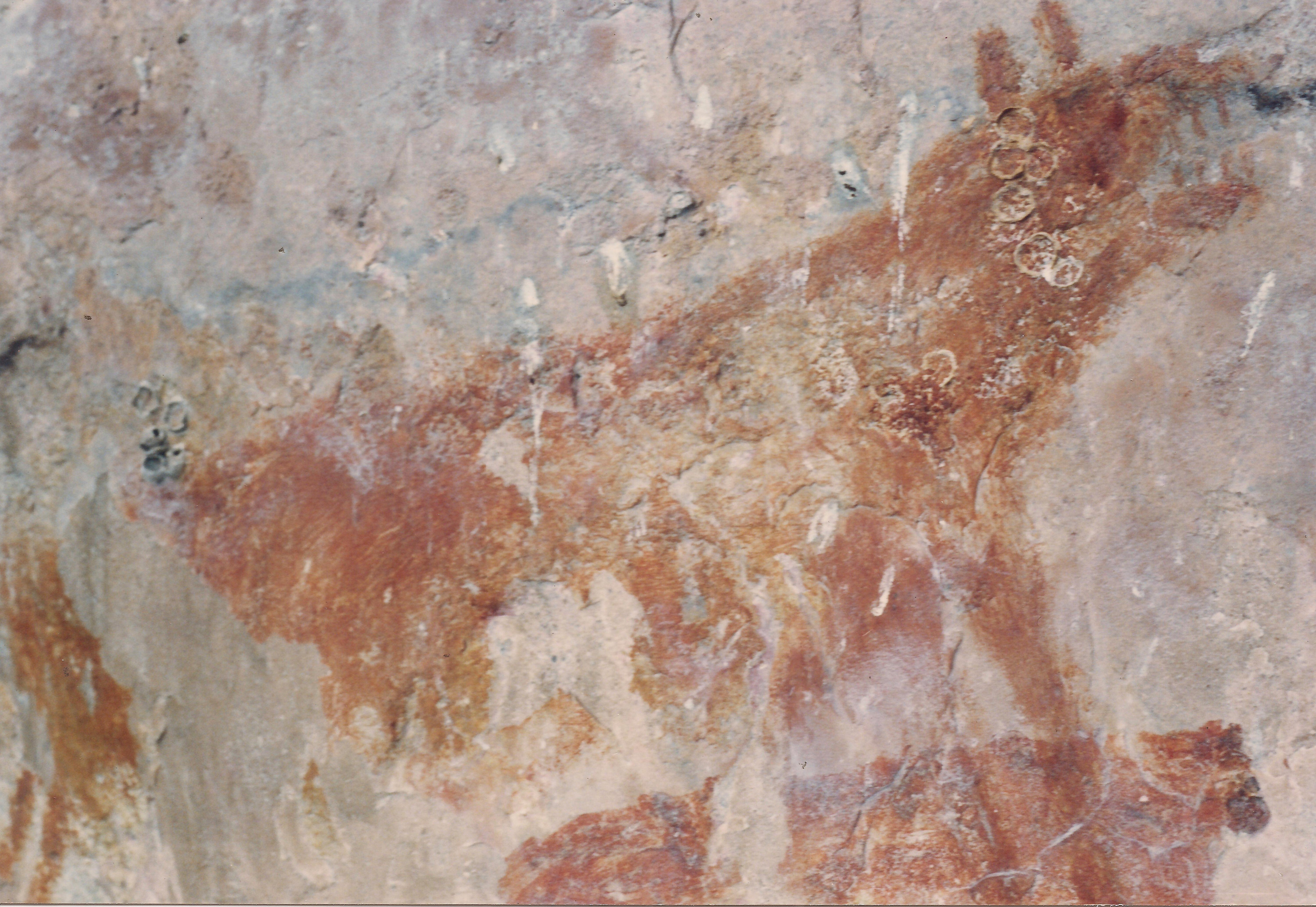
Petroglifo di un possibile mammifero

## Biodiversità
Sebbene siano state svolte poche ricerche nella zona, all'interno del parco sono state registrate 2,939 specie, tra cui 1,801 specie di piante vascolari, 82 specie di mammiferi, 60 specie di rettili, 57 specie di anfibi, 492 specie e sottospecie di uccelli, 238 specie di pesci e 209 specie di farfalle. 21 di queste specie del parco sono endemiche.

### Flora
Il parco ospita il 30% degli ecosistemi e della flora dell'Amazzonia colombiana, e fino al luglio 2018 i ricercatori hanno scoperto 1.801 specie di piante nel parco. Le foreste tropicali umide di Chiribiquete sono rigogliose e possono raggiungere altezze elevate, con alcuni alberi che crescono fino a 40 m. Gli alberi più comuni sono Pourouma cecropiifolia, Inga acrocephala, Virola sebifera, Hevea guianensis e Pseudolmedia laevis. Il sottobosco è molto denso e ospita una vasta varietà di piante parassite ed epifite. Luoghi con scarsa copertura del suolo, come cascate e superfici rocciose, ospitano molte piante endemiche, tra cui il genere monotipico Senefelderopsis, Hevea nitida var. toxicodendroides, Graffenrieda fantastica e Vellozia tubiflora.

### Fauna
Ognuna delle diverse regioni del parco costituisce un habitat adatto per diverse specie. A causa della difficile accessibilità, fino ad ora sono state studiate solamente poche classi di animali e solo quelle di determinate aree. La zona meglio esplorata è quella intorno alla stazione di ricerca Puerto Abeja, in una savana lungo il fiume Mesay a poca distanza dall'equatore
.
Particolarmente conosciuta è l'avifauna, le cui numerose specie sono state studiate in molti punti del parco. Al suo interno sono state censite almeno 355 specie di uccelli appartenenti a 47 famiglie e 18 ordini diversi; tra queste spicca una specie di colibrì endemica della regione - lo smeraldo del Chiribiquete (Chlorostilbon olivaresi). Altre nove specie, invece, sono state segnalate molto raramente in Colombia ad eccezione dell'area del parco: il coquette codaracchetta (Discosura longicaudus), il piumino bandacastana (Notharchus ordii), il rampicatore panciabarrata (Hylexetastes stresemanni), il rampicapalme codaguzza (Berlepschia rikeri), il formichiere dorsopuntato (Hylophylax punctulatus), l'elenia crestata (Elaenia cristata), l'attila panciacitrina (Attila citriniventris), l'eufonia piombata (Euphonia plumbea) e il beccasemi nucabianca (Dolospingus fringilloides).
Anche i pipistrelli sono ben studiati. Finora ne sono state segnalate nel parco 48 specie, il 30% circa delle specie di pipistrelli dell'Amazzonia colombiana. Di gran lunga la maggior parte di essi appartiene alla famiglia dei Fillostomidi. In ogni caso, poco meno della metà delle specie di pipistrelli qui presenti si ciba di insetti o di frutta; le altre si nutrono di polline e nettare, sangue o carne. Mentre le specie specializzate per una dieta a base di insetti e di frutta si trovano in tutte le zone del parco ricoperte da foresta, quelle specializzate in altre fonti alimentari si trovano solo in certi tipi di ambienti. Nel complesso, la maggiore diversità è stata riscontrata nelle savane e la minore nelle zone forestali parzialmente allagate. Le specie segnalate più di frequente sono: Anoura geoffroyi, Carollia brevicauda, Rhinophylla pumilio e Artibeus jamaicensis.
Sempre all'interno della classe dei mammiferi sono state segnalate, oltre ai pipistrelli, sette specie di Primati. Tra queste spicca una delle poche specie di scimmia dalle abitudini notturne, l'aoto di Spix. Inoltre, vivono qui tre specie di lontre, otto di roditori e quattro di felini. Tra queste ultime, il giaguaro occupa una posizione speciale come oggetto di culto da parte dei primi abitanti della regione. Nei fiumi del parco è da segnalare la presenza di due specie di delfini, la sotalia (Sotalia fluviatilis) e l'inia (Inia geoffrensis)
.
Oltre ai delfini, nel fiume Mesay, nei dintorni della stazione di ricerca Puerto Abeja, sono state censite 79 specie di pesci appartenenti a 16 famiglie e a quattro ordini. Di gran lunga predominanti sono i caraciformi (Characiformes), seguiti dai pesci gatto  (Siluriformes), dai ciclidi (Cichlidae) e dalle razze d'acqua dolce (Potamotrygonidae). L'esatta abbondanza di ogni specie, tuttavia, non è stata ancora esaurientemente studiata. Le specie più comuni, vale a dire Brycon falcatus, Triportheus elongatus, Triportheus albus e Pimelodus blochii, vivono in banchi e pertanto potrebbero falsificare i dati riguardanti l'abbondanza misurata attraverso catture casuali.
Probabilmente il gruppo che presenta la più alta biodiversità è quello degli insetti, che non è stato ancora studiato a fondo. Finora sono state rinvenute 72 specie di coleotteri, 313 di farfalle (il 10% delle specie della Colombia), 261 di formiche, 43 di zanzare e sette nuove specie di libellula.